# Cividade de Terroso
La Cividade de Terroso era un'antica città della Cultura di Castro ubicata nella costa nord-occidentale della penisola iberica, situata vicino al letto del fiume Ave, nella periferia dell'attuale città di Póvoa de Varzim, in Portogallo.

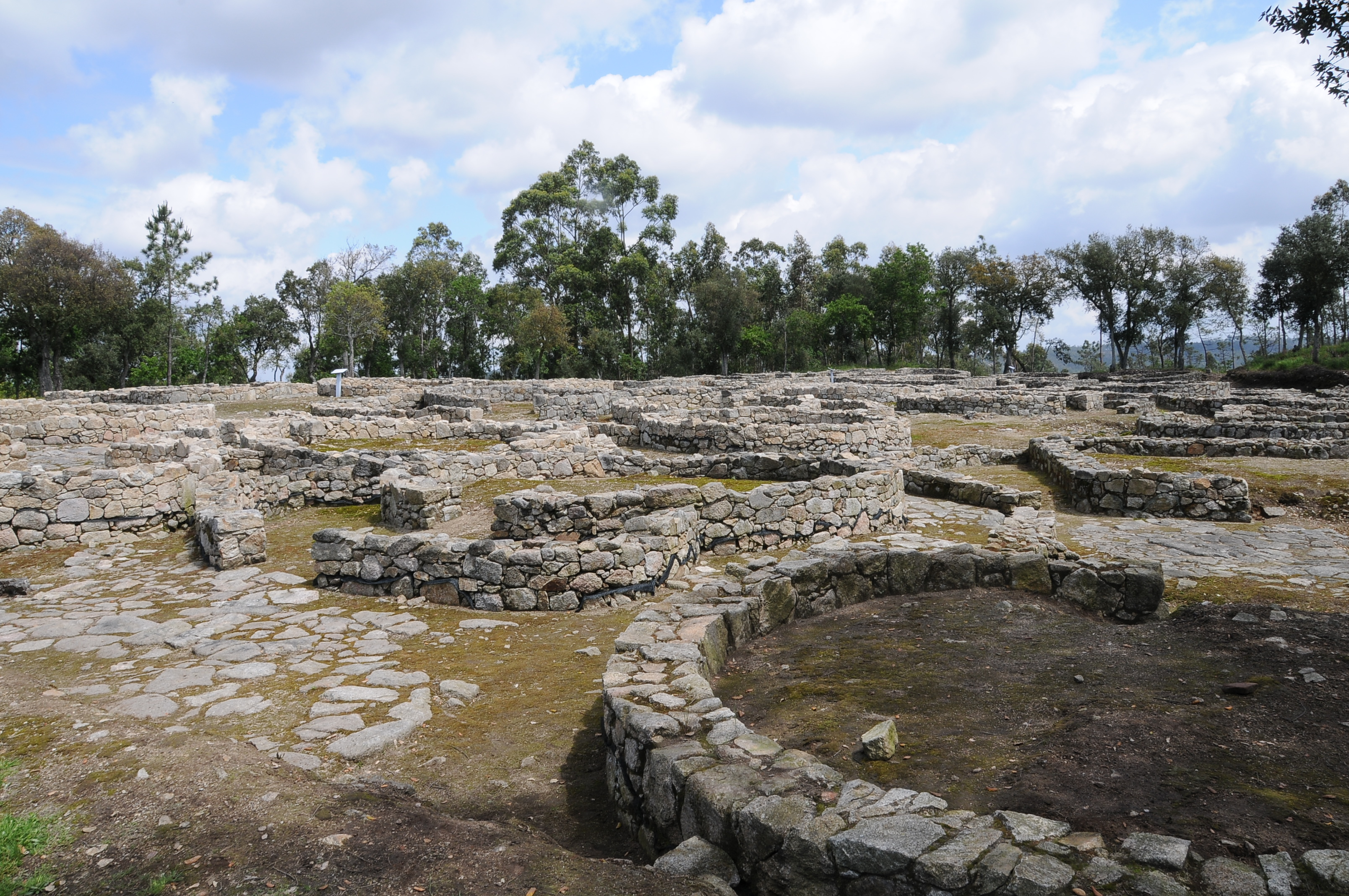
Le rovine di Cividade de Terroso

Situata nel cuore della regione di Castro, la Cividade ha svolto un ruolo fondamentale nella prima urbanizzazione della regione all'inizio del I millennio a.C., come uno degli insediamenti più antichi, più grandi e inespugnabili, nonché come un Importante centro del commercio costiero, in quanto facente parte delle rotte commerciali marittime consolidate con il Mediterraneo. L'influenza celtica e successivamente cartaginese è ben nota; fu distrutta dopo la conquista romana nel 138 a.C.. Il nome della città nell'antichità non è noto con certezza ma era conosciuta nel Medioevo come Civitas Teroso (La Città di Terroso).
Oltre la cittadella principale, sono noti tre avamposti: Castro de Laundos (il posto di sorveglianza della cittadella), Castro de Navais (lontano dalla cittadella) e Castro de Argivai (una fattoria della Cultura di Castro nella pianura costiera). Cividade de Terroso si trova a soli 6,3 km da Cividade de Bagunte sia sulla sponda nord del fiume Ave.

## Storia

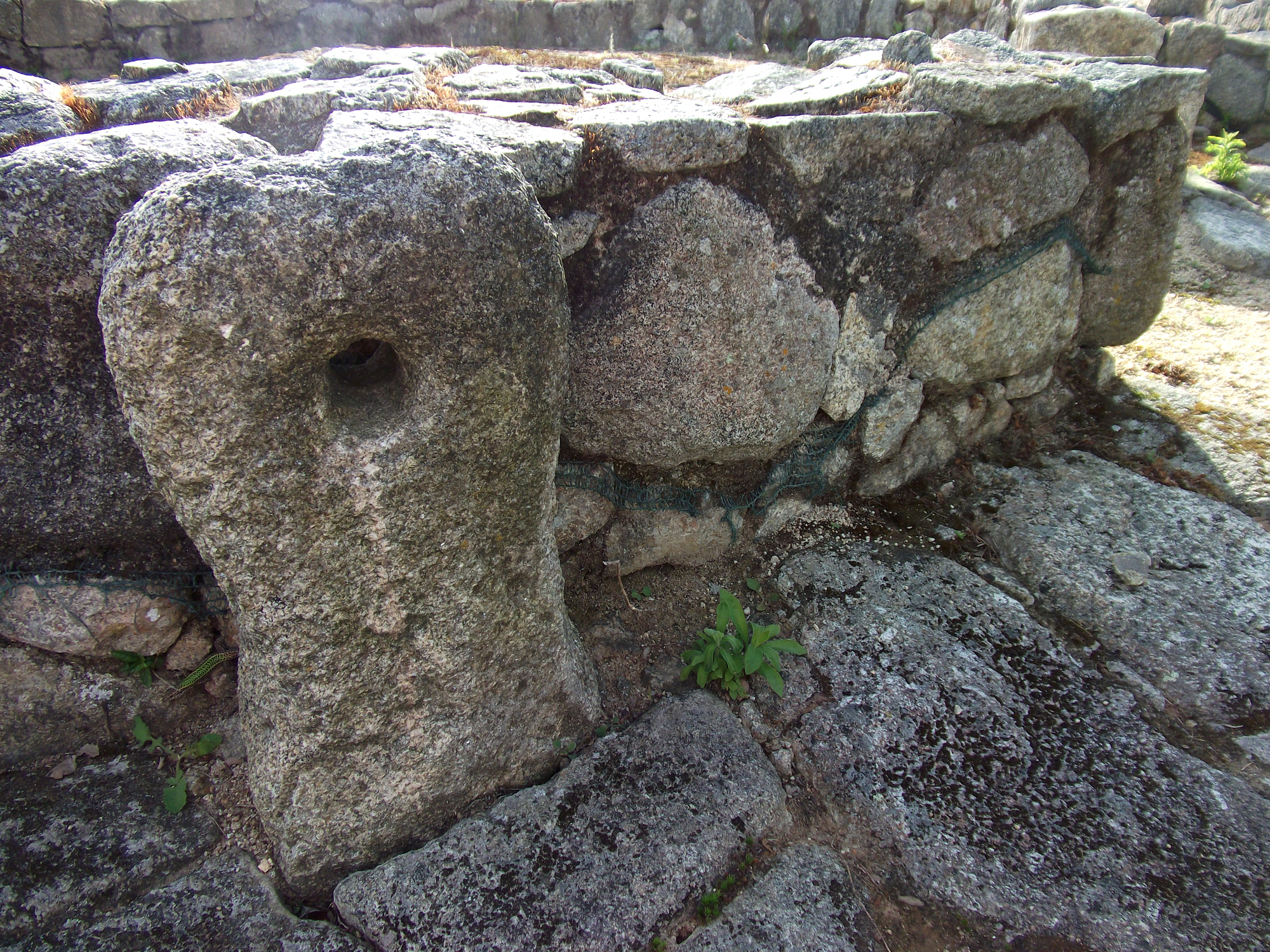
Una stele situata all'ingresso di un'abitazione

### L'insediamento
Il primo insediamento di Cividade de Terroso risale all'Età del Bronzo, tra l'800 e il 900 a.C., a seguito dello spostamento delle popolazioni che abitavano le fertili pianure di Beiriz e Várzea a Póvoa de Varzim. Questi dati sono supportati dalla scoperta di pozzi neri a forma di uovo, scavati nel 1981 da Armando Coelho, dove raccolse frammenti di quattro vasi del periodo precedente all'insediamento di Cividade. Come tale, fa parte dei più antichi insediamenti della Cultura di Castro, come quelli di Santa Luzia o Roriz.
La città prosperò grazie alle sue forti mura difensive e alla sua posizione vicina all'oceano, che facilitava il commercio con le civiltà marittime del Mar Mediterraneo, principalmente durante il dominio cartaginese nella penisola iberica sud-orientale.

### L'assassinio di Viriato e la vendetta Lusitana
La prosperità della cittadella, durante le guerre puniche, attirò l'attenzione dei romani, che avevano appreso della ricchezza della regione di Castro soprattutto grazie al commercio dell'oro e dello stagno. Viriato guidò le truppe della confederazione lusitana, che comprendeva diverse tribù, e ostacolò l'avanzata verso nord della Repubblica Romana sul fiume Duero; ma il suo assassinio nel 138 a.C. aprì la strada alle legioni romane. La cittadella e la Cultura di Castro decaddero alla fine della guerra lusitana. Alcuni dei combattenti di Viriato cercarono rifugio nel nord. Questi, con l'intenzione di vendicare la morte del loro capo, attaccarono gli insediamenti romani in Lusitania, guadagnando slancio con il supporto di altre tribù, come i Grovi e i Galleci, e raggiunsero la parte meridionale della penisola iberica spingendosi fino alla moderna Andalusia, mettendo in pericolo il dominio romano in vaste zone della Hispania.

### Conquista romana
Per occuparsi della questione Lusitana, fu inviato nella provincia romana di Hispania Ulterior il console Decimo Giunio Bruto Callaico, che guidò una campagna per annettere a Roma la regione di Castro (delle tribù Galleci), che portò alla completa distruzione della città. Così Strabone, descrisse la vicenda: "[...]finché non furono fermati dai romani, che li umiliarono e ridussero la maggior parte delle loro città a semplici villaggi" (Strabone, III.3.5). Queste città includevano Abobriga, Lambriaca e Cinania. I cittadini di Lambriaca si allearono con Roma, ma si ribellarono a seguito delle pressioni dei loro vicini, perché erano percepiti come traditori. Guidarono la rivolta, ma dopo mesi di assedio, si arresero poiché avevano esaurito i rifornimenti. Tutta la costa fu occupata dai Celti. Nella Conventus Bracarensis, dove i romani avrebbero stabilito la cittadella augustea di Bracara, c'erano anche i Grovi e gli Heleni, di origine greca. I Grovi abitavano sulla costa vicino ai fiumi "Avo" (il fiume Ave), Celadus, Nebis, Minius e Oblivion. La cittadella di Abobriga o Avobriga, era probabilmente situata vicino alla foce del fiume Ave, come suggerisce il nome. Secondo Pomponio Mela, si trovava nei pressi di Lambriaca, nelle terre dei Grovii.
L'importante città di Cinania era ricca, i suoi abitanti possedevano diversi beni di lusso e mantenevano la loro indipendenza grazie alle forti mura difensive. Bruto voleva conquistarla prima di lasciare l'Iberia per non lasciare quell'onore ad altri funzionari. I romani usarono le catapulte per distruggere le mura della città, ma gli abitanti resistettero ai tentati assalti romani, causando molte vittime. I romani dovettero ritirarsi. I Cinani riocorsero a una galleria, utilizzata per l'estrazione mineraria, per organizzare un assalto a sorpresa all'accampamento romano dove distrussero le catapulte. Tuttavia, Appiano menzionò due battaglie guidate da Bruto, in cui le donne combattevano al fianco degli uomini, entrambe conclusesi con la vittoria romana. I dati archeologici di Cividade de Terroso e il comportamento delle tribù nelle ultime battaglie di resistenza, a cui partecipavano anche i loro giovani figli, evidenziano la barbarie della conquista.

### L'ultima fase urbana sotto il dominio romano

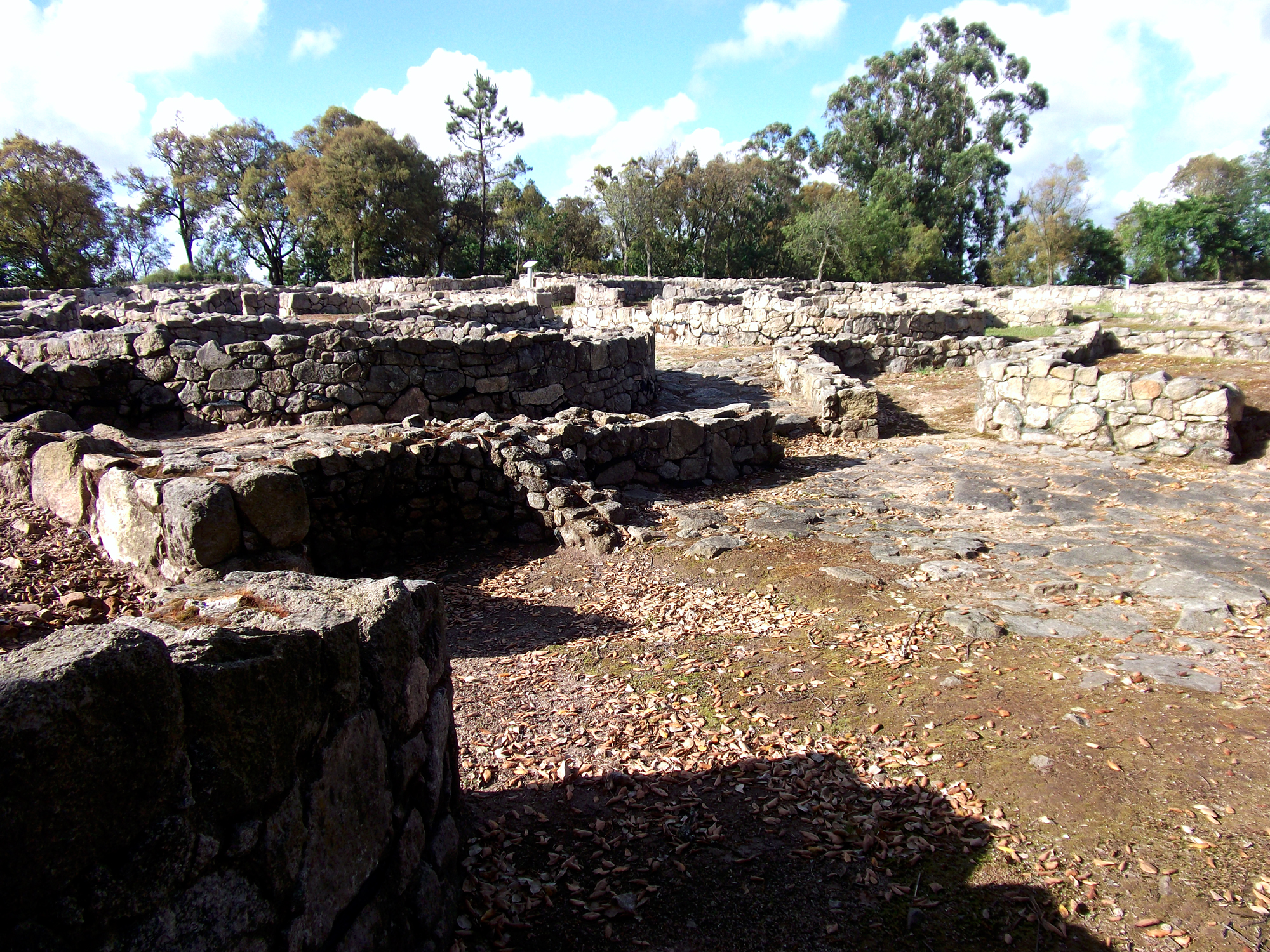
Rovine del periodo romano

La misericordia dei romani è documentata dall'istituzione degli insediamenti pacifici di Bruto. Qualche tempo dopo, la Cividade fu ricostruita e romanizzata culturalmente. Al ritorno in patria, Bruto poté aggiungere al suo nome il titolo onorifico di Callaeco il quinto giorno prima delle Idi, durante la festa dedicata a Vesta nel mese di Giunio. Venne anche posta una pietra miliare celebrativa delle vittorie di Bruto estese all'Oceano Atlantico. Bruto è anche indicato da Plutarco come "il Bruto che trionfò sulla Lusitania" e come l'invasore della Lusitania.

### L'Esodo dalla cittadella
La regione fu incorporata nell'impero romano e totalmente pacificata durante il regno di Augusto. Nella pianura costiera fu creata una villa romana che era conosciuta come Villa Euracini, di proprietà della famiglia Euracini. Alla famiglia si unirono i vecchi abitanti del luogo che tornarono nella pianura costiera. Vicino alla nuova villa furono costruiti un antico stabilimento ittico e stagni di evaporazione del sale, e uno successivo con una cetaria e un complesso residenziale, tutti risalenti al I secolo. I romani costruirono strade, tra cui la Via Veteris, una necropoli e sfruttarono le famose miniere locali, che divennero note come Aqualata. Dal I secolo in poi, e durante tutto il periodo imperiale, iniziò il lento abbandono del colle di Cividade.